# Chiesa di San Lorenzo (Bergamo)
(Historia Quadripartita di Bergamo et suo territorio-Nato gentile e rinato cristiano (Fra Cestino sacerdote capucino)
La chiesa di San Lorenzo è un luogo di culto cattolico posto nella parte alta del comune di Bergamo. La facciata della chiesa prosegue con il piccolo oratorio edificato per la peste manzoniana

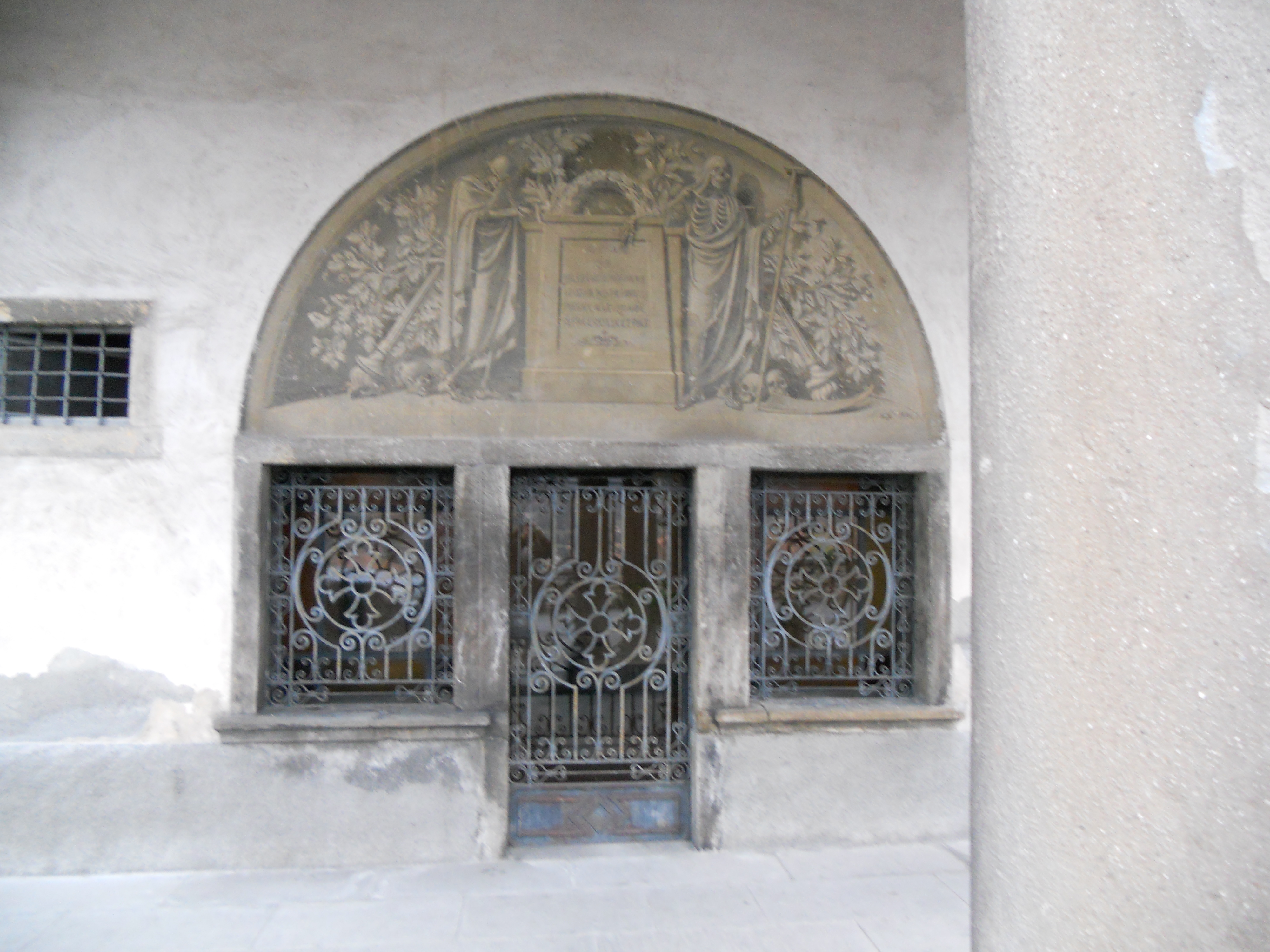
Oratorio dei morti

## Storia
La presenza di un edificio di culto dedicato a san Lorenzo ubicato nella parte alta della città di Bergamo è sicuramente antica, risulta infatti citato in un atto rogato nel 1044. Viene indicato secondo lo storico Angelo Mazzi, tra i più antichi di Bergamo, inserito entro le antiche mura romane e dava il nome alla vicinia di san Lorenzo, che era sicuramente molto popolosa e occupava una vasta zona della cittadina Ma la prima notizia risalirebbe all'VIII secolo, notizia inserita in un diploma del 20 luglio 755 dove viene indicato il re Astolfo che fa una donazione alla "basilica Beatissimi levite et martiris Christi Laurentii sita foris muros castri nostri Bergomatis, documento conservato presso l'archivio diocesano Fondo del Capitolo della Parrocchia.  . 
L'edificio è inserito nella pianta prospettica di Alvise Cima del 1693 che permette una visione della città precedente la costruzione della mura avvenuta tra il 1561 e il 1579. L'antica chiesa fu infatti distrutta, intorno al 1580, per la costruzione della porta a cui darà il nome e per la costruzione delle nuove mura cittadine venendo poi riedificata alla fine del XVI secolo sopra la fontana del Lantro sulla piazzetta dell'Olmo. L'edificio fu consacrato con il rito della dedicazione il 19 marzo 1591 dal vescovo Gerolamo Ragazzoni. Cent'anni dopo furono edificate le due cappelle laterali.
L'edificio non ebbe ulteriori rifacimenti e ampliamenti se non lavori di manutenzione e di pulitura dei dipinti nell'arco del XX secolo.
La chiesa mantenne il suo titolo di parrocchia fino al 1860 quando fu aggregata a quella di Sant'Agata nel Carmine e successivamente alla chiesa di Sant'Alessandro.
Sulla medesima piazza si trova la colonna detta di San Lorenzo di ordine tuscanico con piedistallo e capitello dorico, questa fu benedetta dal vescovo Pietro Priuli ed era il riferimento per il calcolo con la Via Priula e la Valtellina.

## Descrizione

### Esterno
La chiesa è posta accanto alla fontana del Lantro il cui accesso è chiuso da una cancellata, sull'antica via della Boccola. Il sagrato è delimitato da pilastrini in pietra. 
La  facciata, molto semplice, è intonacata e a capanna terminante con il tetto a due spioventi. Centrale il portale d'ingresso in pietra arenaria con timpano triangolare. La parte superiore presenta una finestra con davanzale e con arco leggermente strombato che dà luce all'aula.

### Interno
L'interno a pianta rettangolare, è a navata unica, si sviluppa su quattro campate divise da lesene aventi capitelli corinzi che proseguono con il cornicione. Il soffitto è a volte a crociera con una cappella sul lato sinistro.
La prima campata presenta a destra l'ingresso alla cappella dedicata agli appestati del 1630, mentre la seconda a sinistra presenta la cappella dedicata alla Madonna dell'Annunciazione e a destra quello del Santissimo Crocifisso. Nella terza campata vi sono gli altari dedicati al Sacro Cuore e alla Madonna Addolorata. 
Gli altari conservano la bella tela di Enea Salmeggia raffigurante l'Annunciazione sull'altare maggiore, e la tela di Francesco Zucco Cristo crocifisso con Maria Maddalena, san Lorenzo, altro santo e donatore sull'altare ella Madonna addolorata.
L'organo occupa la parte sinistra della quarta campata, mentre corrispondente vi è il pulpito ligneo. Il presbiterio, a cui si accede da tre gradini in pietra, è di larghezza inferiore rispetto alla navata  e presenta una copertura a volta a botte. L'abside conserva il coro ligneo con copertura a catino avente strombature. Centrale all'abside vi è una finestra atta a illuminare il presbiterio.